# Кинду
Кинду (рум. Cându) — село у повіті Муреш в Румунії. Входить до складу комуни Берень.
Село розташоване на відстані 258 км на північ від Бухареста, 25 км на схід від Тиргу-Муреша, 100 км на схід від Клуж-Напоки, 118 км на північний захід від Брашова.

## Населення
За даними перепису населення 2002 року у селі проживали 111 осіб.
Національний склад населення села:
| Національність | Кількість осіб | Відсоток |
| -------------- | -------------- | -------- |
| угорці         | 105            | 94,6%    |
| цигани         | 6              | 5,4%     |

Рідною мовою назвали:
| Мова      | Кількість осіб | Відсоток |
| --------- | -------------- | -------- |
| угорська  | 105            | 94,6%    |
| циганська | 6              | 5,4%     |